# Дегустація коньяку

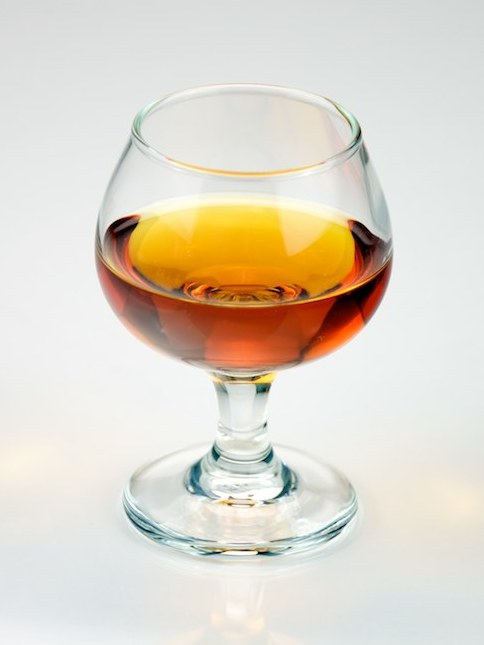
Коньяк у келиху

Дегустація коньяку складається з трьох основних фаз: «око», «ніс» і «рот» . Бажано користуватися спеціальним коньячним келихом. Надзвичайно важливо, щоб келих був ідеально чистим і сухим (без пилу та залишків миючих засобів).

## Око
Візуальне вивчення коньяку. Слід звернути увагу на його колір зі всіма відтінками, в'язкість, ступінь прозорості і блиску. Колір коньяку залежить як від часу його витримки в дубових бочках, так і від кількості карамелі (або її відсутності). Коньяки, які довше витримувалися в нових бочках, мають темніший колір.
Відтінки можуть варіюватися від світло-золотистого до червонуватого з мідним або бронзовим відливом, темно-бурштинового, коричневого. Нерідко є видимими і зеленуваті тони, які зовсім не обов'язково свідчать про молодість коньяку (на відміну від білого вина). Окремі коньяки нагадують за кольором міцно заварений чай.
Проблема в тому, що дуже часто ми не знаємо, скільки часу витримувався даний коньяк (зокрема в нових бочках) і чи додавалася в нього карамель. Деякі висновки, проте, зробити можна. Так, якщо коньяк категорії V.S. або V.S.O.P. має дуже темний колір, це майже напевно пов'язано з додаванням карамелі (деякі виробники з числа особливо комерційно орієнтованих нею зловживають). З іншого боку, відносно світлий колір висококласного коньяку говорить про те, що в ньому карамелі швидше за все немає.
Звичайно, хороший коньяк повинен бути ідеально прозорим, чистим (без суспензії) і володіти живим блиском і в'язкістю (густиною, маслянистістю). Останнє особливо наочно виявляється в так званих «ніжках», або «сльозах», — маслянистих потоках на стінках келиха, які утворюються через різницю в часі випаровування води і спирту, а також через гліцерин і різні екстрактні речовини, що містяться у винах і коньяках. Як правило, чим кращий коньяк, тим рельєфніші, рівніші, численніші і красивіші його «ніжки» і тим повільніше вони стікають стінками. Проте, всупереч деяким твердженням, «ніжки» не є абсолютно надійним показником якості і точного терміну витримки коньяку — тим більше, що вони можуть бути «жирнішими» внаслідок додавання цукрового сиропу. Зрозуміло, формування «ніжок» багато в чому залежить від якості і чистоти келиха. У брудних, запорошених або в грубо зроблених скляних келихах вони утворюються набагато гірше, в ідеально чистих кришталевих демонструють усю свою пишність.
У цілому, проте, на відміну від вина, «око» при дегустації коньяку не так важливе, і багато професіоналів цю фазу опускають, відразу переходячи до головної — «носа».

## Ніс

### Перший ніс
Не збовтуючи коньяк, піднести келих до носа, але не дуже близько (рекомендована деякими професіоналами відстань — 10-15 сантиметрів). Першими з келиху виділяються летючі речовини.

### Другий ніс
Злегка покрутити келих, щоб вивільнити основні аромати (букет). Деякі виробники рекомендують не крутити келих, а лише злегка нахилити його кілька разів. На їхню думку, в цьому разі ароматичні речовини виділятимуться гармонійніше.
Піднести келих ближче до носа. Висококласний коньяк володіє складним і багатим букетом, в якому можуть відчуватися такі аромати:
- фруктові (власне виноград, яблука, груші, абрикоси, персики, ананаси, банани, цитрусові)
- квіткові (особливо фіалки, липовий цвіт, троянди, іриси, бузок, жасмин, левкой, польові квіти)
- рослинні і деревинні (дуб, кедр, сандалове дерево, скошена трава, лакриця, мигдаль,або солодка, смола)
- емпирематичні (смажене, палене, горіле, палене, печене, сушене — все, що пов'язано з дією вогню, високої температури, а також з підсушуванням і висиханням; наприклад, підсмажений хліб, випічка із здобного тесту, дим багаття, опале листя, тютюн, сигарна коробка, іриски, кава Мокко, вироблена шкіра).

Дуже типові запахи ванілі, шоколаду, меду, кокосових горіхів, підліска і прянощів (кориця, перець, імбир, аніс, ароматичні трави…). Деякі коньяки володіють специфічним і дуже складним ароматом, який властивий також ряду вин, особливо кріплених (зокрема, мадері і багатьом портвейнам), і визначається іспанським терміном «rancio» (рансио). Утворюється він після тривалої (понад 15 — 20 років) витримки коньячних спиртів в бочках, за рахунок оксидування жирних кислот. Рансио — це своєрідне поєднання запаху грибів, сиру рокфор, трохи згірклого вершкового масла, легкого тону білого вина, що злегка окислюється, сирого мигдаля і лісових горіхів, родзинок і інших сухофруктів (особливо кураги, чорносливу, інжиру), перезрілих і зацукрованих фруктів; при цьому відчувається «жирність» і повнота смаку.

### Третій ніс
В келиху коньяк може поводитися по-різному. «Третій ніс» дозволяє визначити розвиток або, навпаки, збіднення його ароматів. Ця еволюція відбувається під дією кисню і змін температури. Хороший коньяк подібний до діаманта, в гранях якого грають всі барви веселки, у міру того як його повертати.
Примітка. Нюхати коньяк слід не дуже занурюючи ніс в келих (в усякому разі, надовго). Те, що добре для вина, вміст спирту в якому звичайно становить 12-13 градусів, не підходить для 40-градусного спиртного напою. Опустивши ніс в келих і вдихаючи дуже енергійно, ви ризикуєте обпалити слизову оболонку. Зрозуміло, цей «опік» не небезпечний, але він неприємний і на деякий час притупить ваш нюх. Паскаль Філью, потомствений коньячний майстер і один з найкращих виробників коньяку, рекомендує в таких випадках понюхати тильну сторону долоні — це дозволить швидко зняти роздратування і відновити чутливість носової порожнини.

## Рот
Хороший коньяк можна (і за потрібне) потримати в роті і «пожувати», щоб визначити ступінь його округлості, смакової насиченості, м'якості, вишуканості, сили і гармонійності. Професіонали рекомендують втягнути в рот небагато повітря — це дозволить коньяку краще «розкритися».
Післясмакість, або «тривалість у роті», або «довгота».
Чим вищий клас коньяку, тим довша післясмакість. Найкращі коньяки можуть володіти вражаючою за тривалістю дією на наші відчуття, істотно покращувати настрій і залишати про себе дивно довгу пам'ять. Зрозуміло, неприємні відчуття від грубих і різких коньяків і від їхньої вираженої спиртуозності не можна називати післясмакістю.
Дуже хороший і надійний спосіб визначити якість коньяку полягає в тому, щоб не мити келих після дегустації і час від часу його нюхати. Аромати висококласних коньяків можуть зберігатися в порожньому келиху декілька днів і навіть тижнів.